# Revolta din Leeds (2024)
A fost o tulburare publică care a avut loc în zona Harehills din Leeds, West Yorkshire, Anglia. Tulburările au implicat confruntări violente între localnici și ofițerii de poliție, rezultând în răsturnarea unei mașini de poliție, incendierea unui autobuz etajat, incendierea străzilor comunității și dezordine generalizată în străzi.

## Context
Harehills este o suburbie diversă de muncitori din Leeds, situată la mai puțin de două mile de centrul orașului. A fost descrisă ca o zonă cu probleme socio-economice; 74,2% dintre gospodăriile din zonă erau defavorizate în 2021.
Conform recensământului din 2021 pentru sectorul mai larg (nu doar Harehills), 38,2% dintre oameni sunt asiatici, 34,5% sunt albi, cu grupuri etnice negre, mixte, arabe și altele compunând restul comunității. Persoanele britanice de origine pakistaneză formează o pluralitate a populației din zonă. Zona are de asemenea o mare comunitate de romi, care sunt adesea clasificați ca europeni de est în studiile demografice.
Sectorul Gipton și Harehills are cele mai mari niveluri de șomaj din Leeds. În 2020, sectorul a fost descris ca al doilea cel mai defavorizat din Leeds. În 2023, rata criminalității era de 209,85 la 1000 de locuitori. În 2024, West Yorkshire Police a raportat că infracționalitatea în sector a scăzut cu 40% în ultimul an.

## Incident

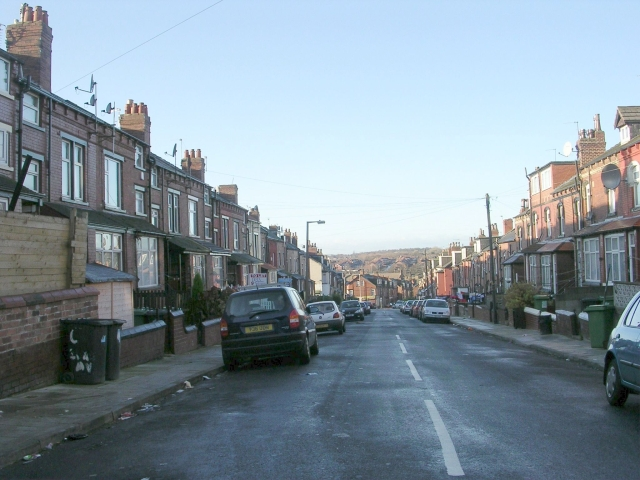
Incidentul a început pe Luxor Street, la aproximativ jumătate de milă nord de locul unde violențele au atins punctul culminant.

La ora 17:00, pe 18 iulie 2024, poliția din West Yorkshire a intervenit la o tulburare de stradă într-o zonă rezidențială, declanșată de o dispută legată de preluarea în grijă a patru copii dintr-o familie rezidențială de către serviciile sociale. Incidentul a fost descris ca un "incident familial" și o "chestiune de protecție a copilului" gestionată de asistenții sociali. Poliția din West Yorkshire a fost chemată la o adresă de pe Luxor Street în Harehills pentru a răspunde la o tulburare implicând lucrători ai agențiilor și copii. Potrivit The Guardian, pe măsură ce poliția a încercat să gestioneze situația, mai multe persoane au început să se adune la fața locului, iar unii rezidenți au devenit furioși și au început să filmeze poliția, ceea ce a dus la creșterea tensiunii și la izbucnirea violențelor.
O mulțime de sute de persoane au început să atace o mașină de poliție după ce au fost martori la o altercație între serviciile sociale, poliție și o familie locală. Imagini distribuite pe rețelele de socializare arătau persoane folosind scutere, cărucioare, biciclete și bâte pentru a ataca vehiculul. Geamurile mașinii de poliție au fost sparte, mașina a fost răsturnată și au fost trimise forțe suplimentare pentru a încerca să controleze situația. Videoclipuri și imagini ale revoltei s-au răspândit rapid pe platforme precum X și TikTok, atrăgând atenția publicului asupra incidentului. Mașini din zonă au fost raportate că au fost incendiate și două autobuze First Leeds au fost atacate, unul dintre ele fiind incendiat. Poliția a fost 'depășită numeric' și 'a fugit' de dezordinea de la revoltă. Unii localnici au perceput o lipsă de personal de urgență la fața locului pentru cea mai mare parte a nopții.
Revolta a început în mare parte cu membri ai comunității rome, dar ulterior a escaladat cu participarea unor membri ai comunității britanico-pakistaneze. Richard North a observat că revolta ulterioară pare să fie mai mult o "chestiune de răzvrătire decât o declarație politică".
Pe parcursul serii, consilierul din Gipton și Harehills, Mothin Ali, a fost prezent la locul revoltei încercând să calmeze situația violentă. Videoclipuri au fost postate pe timpul nopții pe TikTok și X, arătându-l oprind persoanele prezente de la a arunca paleți de lemn și pubele de gunoi în foc.

## Reacții

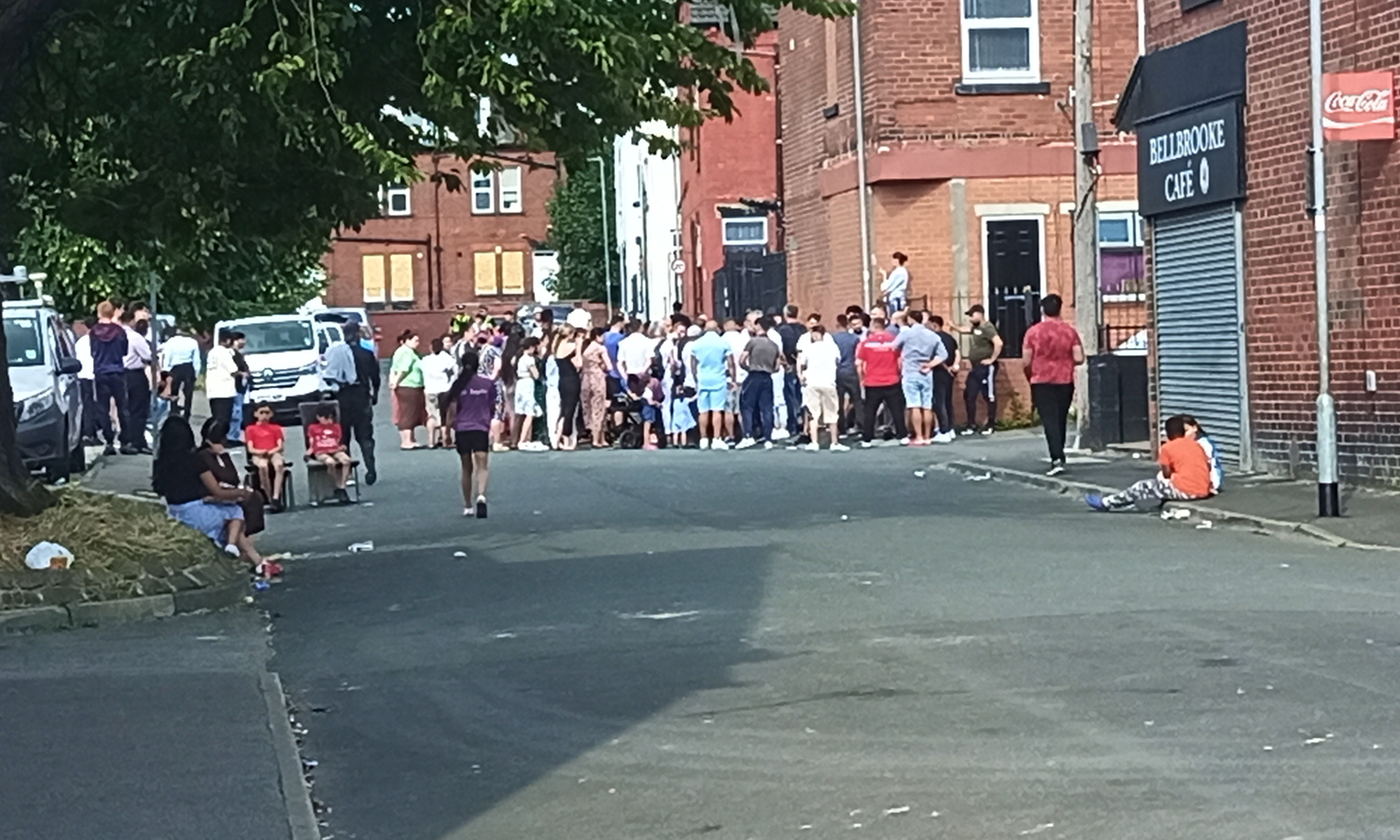
O adunare a rezidenților în ziua următoare pe Bellbrooke Street

Salma Arif, consilier din Gipton and Harehills, a postat pe platforma X joi, stând alături de un inspector de poliție, îndemnând oamenii să rămână acasă. "Există o situație în curs în Harehills" a continuat "Rugăm pe toată lumea din zonă să rămână acasă în acest moment." a declarat doamna Arif.
Tracy Brabin, primarul din West Yorkshire, a menționat că a fost "reasigurată că nimeni nu a fost grav rănit, dar sugerează celor care folosesc acest incident pentru a inflama tensiunile comunitare să se gândească din nou." Conferința de presă a dezvăluit că doamna Brabin a participat la o întâlnire cu "parteneri cheie", în timpul căreia au dezvoltat un plan pentru a asigura siguranța în Harehills. "Imamii și liderii religioși transmit, de asemenea, mesajul că trebuie să rămânem calmi și să ne asigurăm că nu avem ceea ce am văzut, care a fost înfricoșător, îngrozitor și inacceptabil." a spus ea în conferința de presă.
Ministrul de Interne Yvette Cooper, membru al Parlamentului din Pontefract, Castleford and Knottingley din West Yorkshire, și-a exprimat consternarea spunând că este "îngrozită de scenele șocante". "Dezordinea de acest tip nu are loc în societatea noastră," a declarat ea.
Richard Burgon, membru al Parlamentului pentru Leeds East, a postat pe X: "Mă întorc în Leeds de la Parlament și sunt în contact cu poliția și rezidenții îngrijorați despre incidentul în curs din Harehills." Deputatul a continuat: "Poliția spune că nu s-au raportat răniți, dar sfătuiește oamenii să evite zona în acest moment, dacă este posibil."
Consilierul britanic musulman de la Green Party, Mothin Ali, care era la fața locului încercând să calmeze situația și îndemnând poliția să vorbească în urdu, a fost ținta unor calomnii online și a primit amenințări cu moartea după acoperirea mediatică. The Independent a descris cum Ali a fost un "erou", care a format un "scut uman" pentru a opri oamenii să adauge mai mult material combustibil la focuri.
Un rezident al zonei, Graham Newby, a descris că era cu inima frântă spunând: "A devenit o zonă interzisă. Este oribil. Este îngrozitor. Îmi amintesc că în anii '70 și '80 obișnuiam să vin aici și să merg la măcelar, la punctul de întâlnire, dar acum e oribil".
Camilla Tominey, o jurnalistă care a studiat la Universitatea din Leeds, a scris că "revoltele din Leeds, hărțuirea parlamentarilor și dominația mulțimilor toate conturează o imagine alarmantă pentru țară". În special, ea a subliniat numărul notabil de tineri implicați în revoltă, văzând acest lucru ca pe un semn al declinului și decăderii în societatea britanică.

## Urmări
Ca răspuns la revoltă, consiliul orașului a început o "revizuire urgentă" privind gestionarea cazului de îngrijire a copilului. O seară tensionată de vineri arată membri ai comunității românești și rome având o veghe și scandând "vă rugăm să aduceți copiii înapoi". Între timp, părinții copiilor au declarat greva foamei până când cei patru copii ai lor vor fi returnați. Această decizie vine după discuții cu membri ai comunității românești și rome, care au acuzat autoritățile de "rasism sistemic și discriminare" în gestionarea cazului implicând o familie din comunitatea lor.